# Mitrocomium medusiferum
Mitrocomium medusiferum is een hydroïdpoliep uit de familie Lovenellidae. De poliep komt uit het geslacht Mitrocomium. Mitrocomium medusiferum werd in 1902 voor het eerst wetenschappelijk beschreven door Torrey. 